# イルムシャー
イルムシャー有限合資会社（Irmscher Automobilbau GmbH & Co.KG ）は、ドイツのチューニングメーカー、自動車部品メーカーである。

## 概要

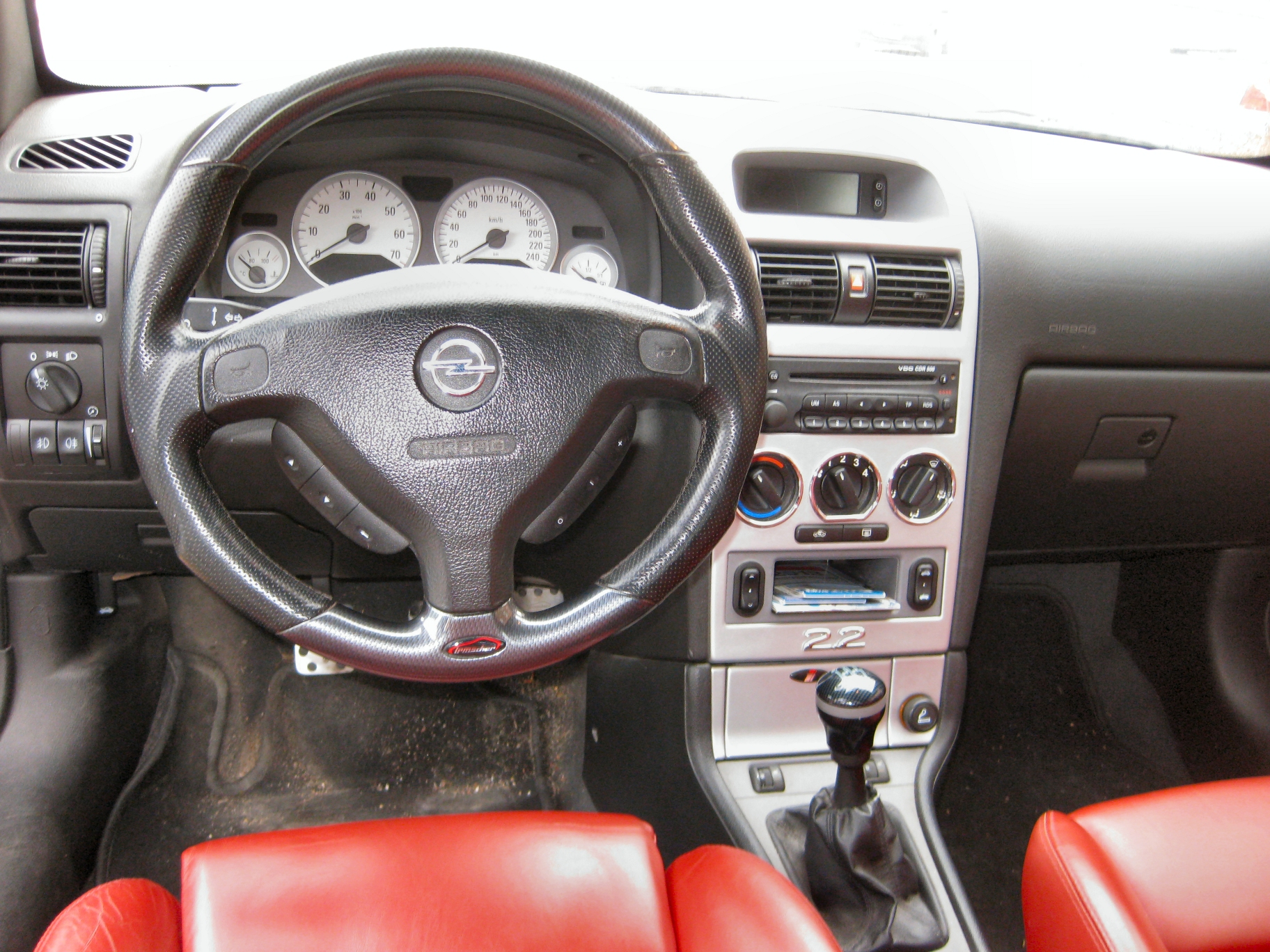
オペル・アストラG Cabrio 運転席

ドイツ・バーデン＝ヴュルテンベルク州シュトゥットガルト・レムス＝ムル郡にあるレムスハルデンに本拠を置くGM系列の自動車専門チューナーで、特にドイツのオペルとの関係が深い。主な業態としてはオペル車を中心としたチューニング用部品（エンジン部品、吸排気系部品、サスペンション等の足廻り部品）等の製造販売、オペル車をベースとしたコンプリートカーの製造販売のほか、エアロパーツなどの外装部品、ホイール、内装部品やアクセサリーの製造販売も手掛けている。
日本でもジェミニを始め、
ビッグホーン（富士重工業にOEM提供していたスバルブランドを含む）などいすゞ車のスポーツバージョンを手がけたこともある。
過去、シボレー、ビュイック、起亜の車両を手がけていたが、オペルがグループPSA→ステランティス傘下となって以降はオペルならびに同系列のプジョーやフィアットなどを手掛ける。また、ラリー、ツーリングカー選手権の参加に向けたレース用車両の製造もおこなっている。

## 歴史
イルムシャーは1968年に創業した。創業者はマスターモーター出身のメカニック、ギュンター・イルムシャー・シニアで、当初はドイツ・シュトゥットガルト近郊にあるヴィンネンデン・スワビアンタウンのダブルガレージに小さなチューニングショップ「イルムシャー・チューニング」として開設された。開店資金はギュンターの持つラリー仕様のオペル・カデットの売却により調達した。
当初からオペル車を中心としたエンジンチューニングを手掛けており、2人の従業員とともにギュンター自身がエンジニアとして参加、ラリーに参加していたノウハウを生かしセットアップを行った。
イルムシャーのモータースポーツへの参加は1965年より行われ、NSUプリンツTT（かつてのドイツツーリングカー選手権）に参加、その2年後にはツアー・ド・ヨーロッパを獲得した。
この間にオペル車のレースやラリーバージョンを制作し、アダム・オペルAGとパートナーシップを提携した。
また1980年代よりコンプリートカーの製造も開始。「オペル・セネター」をベースにした「イルムシャー・セネター4.0」や「オペル・オメガ」をベースとした「イルムシャー・オメガ・エヴォリューション500」の製造を行っていた。
1986年には年間生産能力を35,000台に拡大し、1988年には自社オリジナルのスポーツクーペであるイルムシャーGTのデザインスケッチのプレゼンテーションを行い、1989年より販売を開始した。
1989年にはスペイン・サラゴサに生産工場を設立。 1980年代末より、オペルとパートナーシップを結んでいる関係からほかのGMグループの企画に参加、いすゞ車の高性能バージョンの設計にもかかわった。1991年から1996年までは京都に日本法人（イルムシャー・ジャパン）も設立していた。また時期を同じくしてイルムシャーとルノー.S.Aの間で協力協定が締結された。
1992年にはルノーのトップモデル「ルノー・サフラン・ビトゥルボ」のチューニングの一部をハルトゲとともにイルムシャーが担当した。スペイン・アラゴン州サラゴサの工場にて、オペル・コルサとオペル・ティグラの特別モデルの生産を開始した。
1998年、アイゼナハに新たに工場を建設。また同年発祥地であるウィンネンデンに新しいオペルディーラーを設立し、創立30周年モデルとしてオペル・ベクトラをチューニングしたコンプリートカー「イルムシャー i30」を制作、販売を開始した。
創業30周年を機にイムシャーレーシングチームはSTWチャンピオンシップに再び参戦を開始している。
2004年、オペル・ベクトラGTSをベースにした「ニューベクトラ i500」を制作した。同年からプジョーと起亜のモデルへチューニングパーツを提供を開始している。

## 本社所在地
- ドイツ連邦共和国バーデンヴュルテンベルク州レムスハルデン

## 主な設計車・製造車
- マンタ400i（1981年）

オペル・マンタBベース、足回りを担当
- i200/i240（1986年）

オペル・マンタBベース、足回りおよび外装を担当
- イルムシャー・セネター4.0（1989年）

「オペル・セネターB」をベースにしたコンプリートカー。
- イルムシャーGT（1989年）

オリジナルデザインのコンプリートカー。3.6リッター直6エンジンを搭載した2+2スタイルのスポーツクーペ。
- イルムシャー・ロードスター(1993-2012年)

ロータス・セブンをベースとしたコンプリートカー。オペル製エンジンを搭載している。NAバージョン（115hpもしくは150hp）およびターボバージョン（240hpまたは284hp）がラインナップされた。2004年までは「77」の名で、2004年以降は「イルムシャー・セブン」の名で販売された。
- イルムシャー・オメガ・エボリューション500（1991年-1993年）

オペルオメガAのコンプリートカー。DTM参戦車両のホモロゲーションモデルとしてイルムシャーとエッゲンバイガーチームのもとで開発され、500台限定で販売された。エンジンは3リッター直6でオメガ3000 24Vに搭載されたエンジンがベースとなっており、ノーマルの200PSに対して230PSまで出力が向上している。外装は専用のエアロパーツが施されており、トレッドも拡幅されワイドボディとなっている。
- イルムシャー i30

オペル・ベクトラをチューニングしたコンプリートカー。創立30周年モデルとして製作された。
- イルムシャー GT i40（2008年）

第2世代のオペル・GTをベースとしたコンプリートカー。6.0リッターV8エンジンを搭載している。

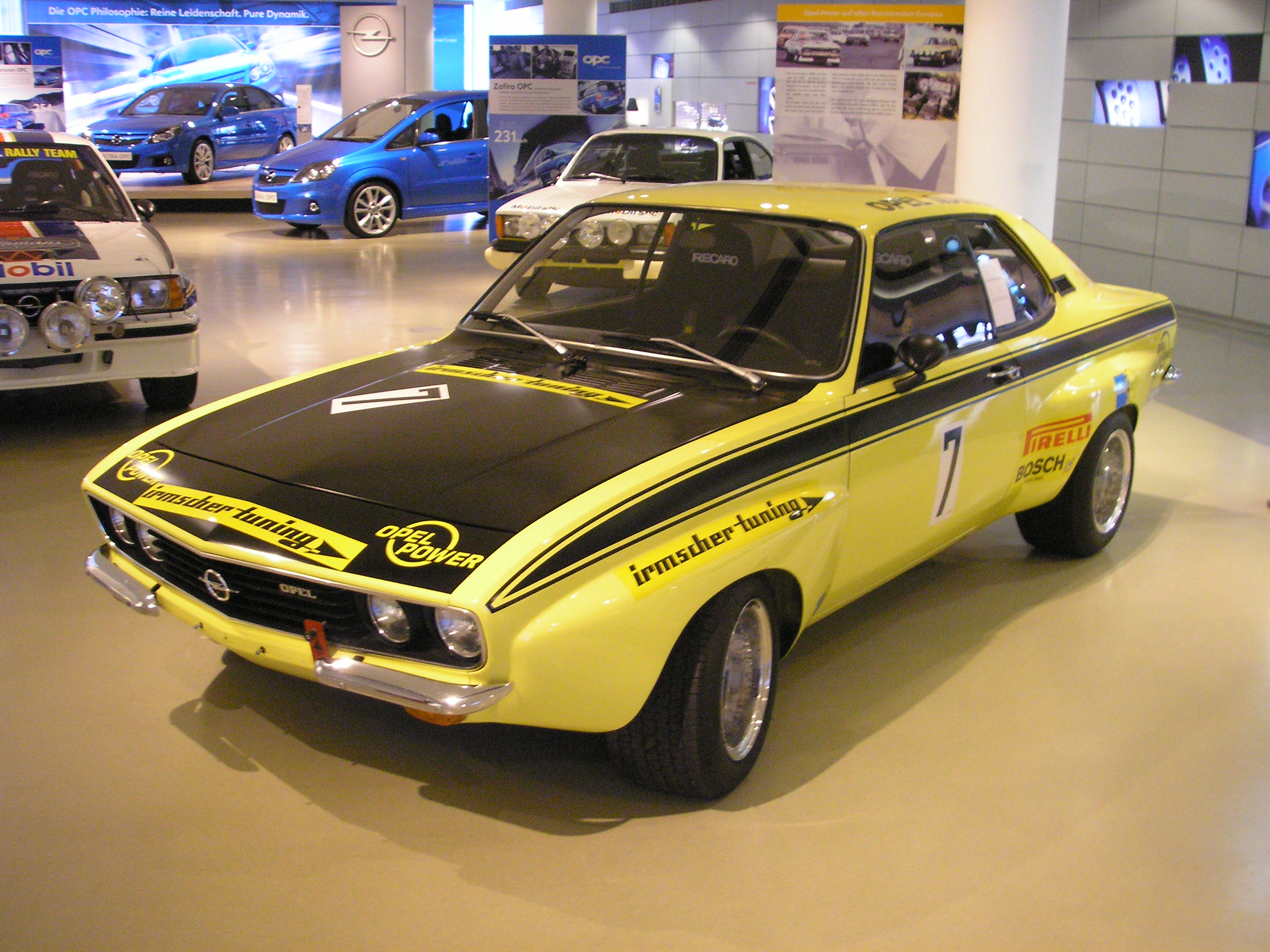
オペル・マンタA (イルムシャーチューンド)
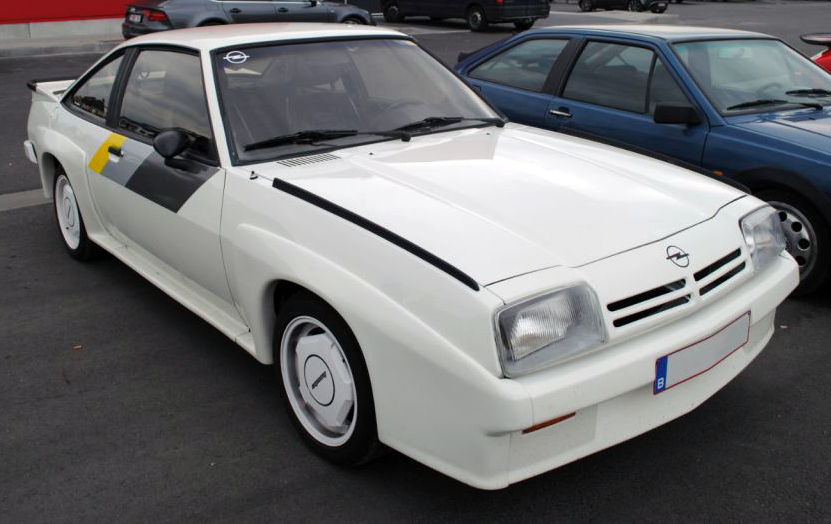
イルムシャー i240 Dakar (オペル・マンタB)
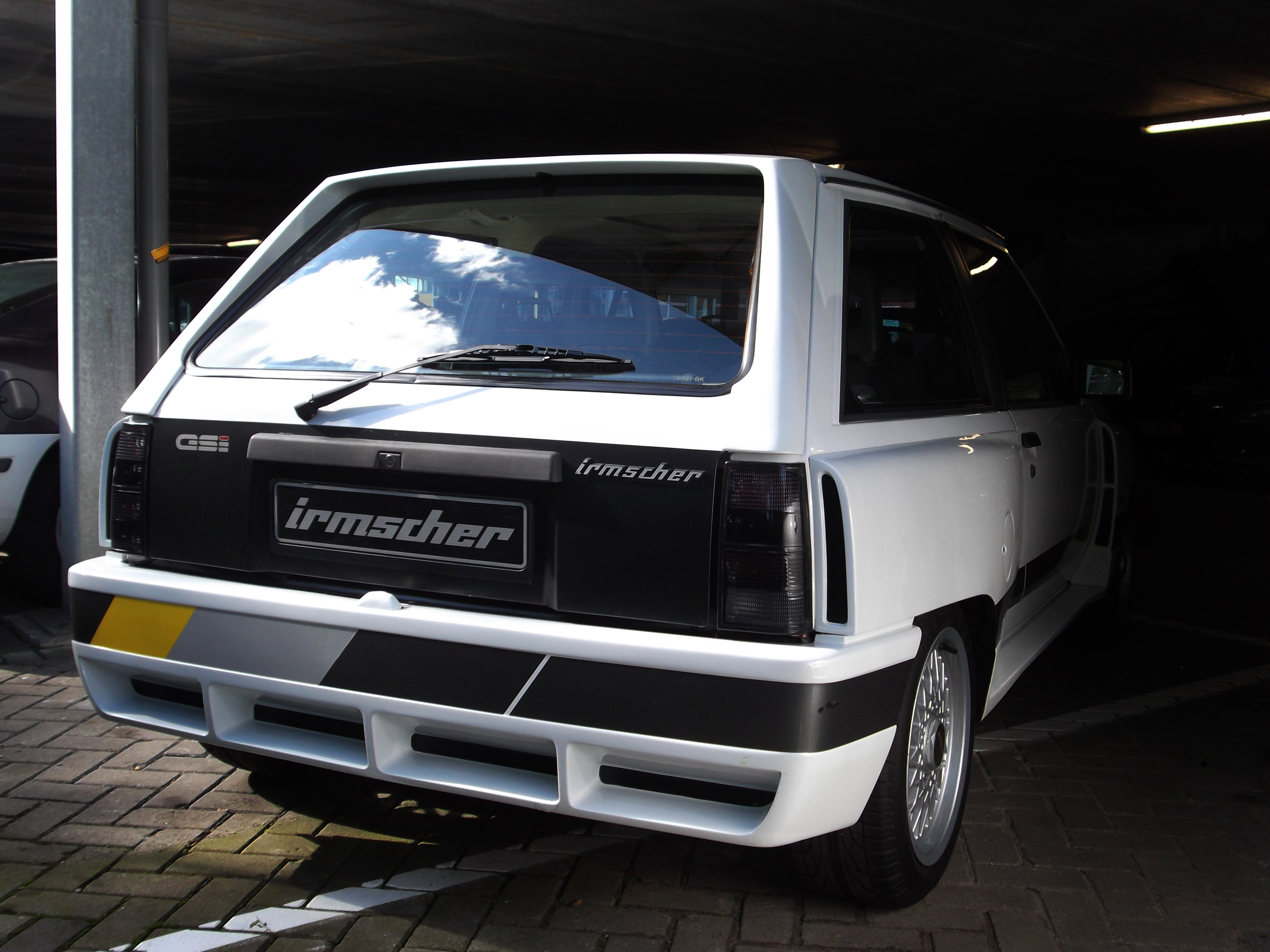
オペル・コルサA GSi (イルムシャーチューンド)
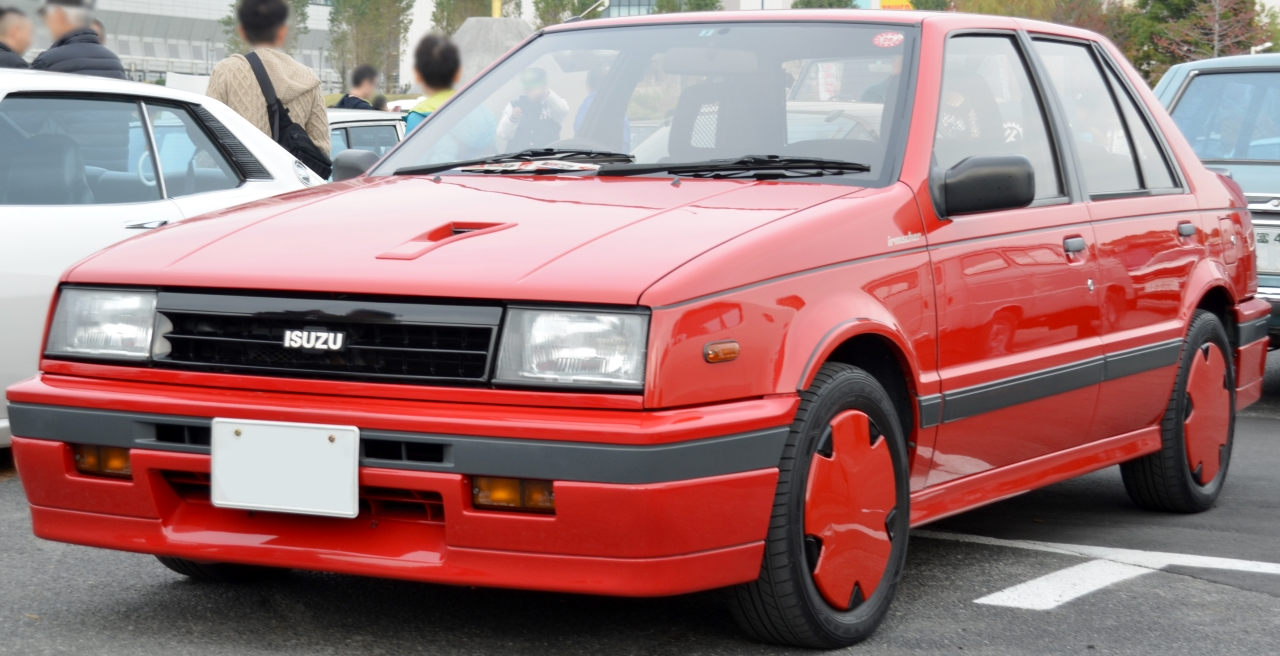
いすゞ・ジェミニ イルムシャー
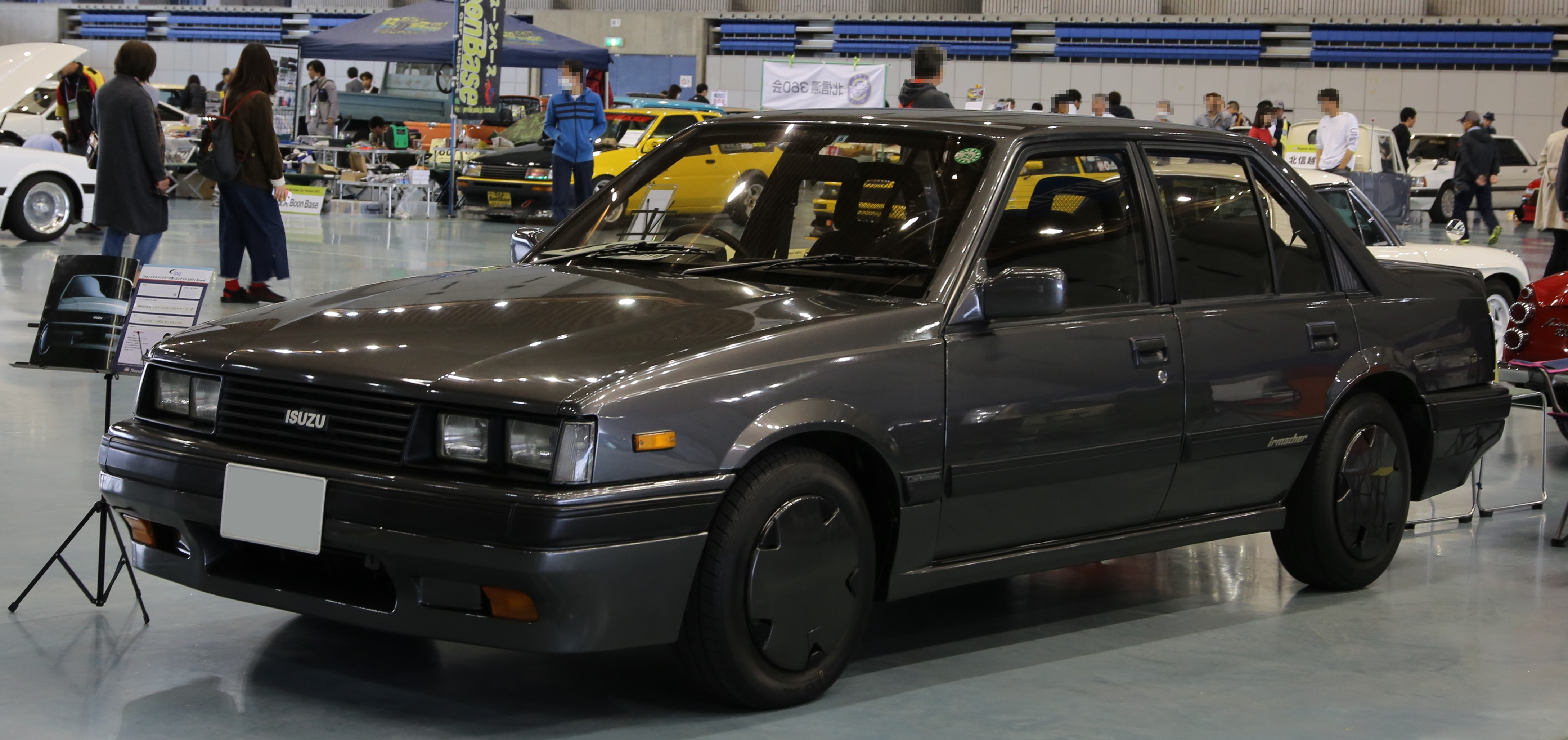
いすゞ・アスカ イルムシャーターボ
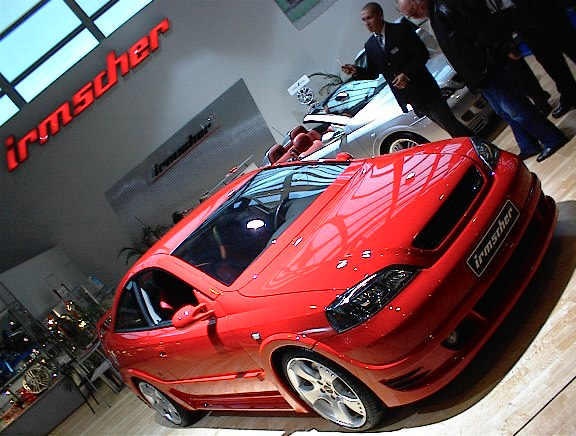
イルムシャー アストラ G
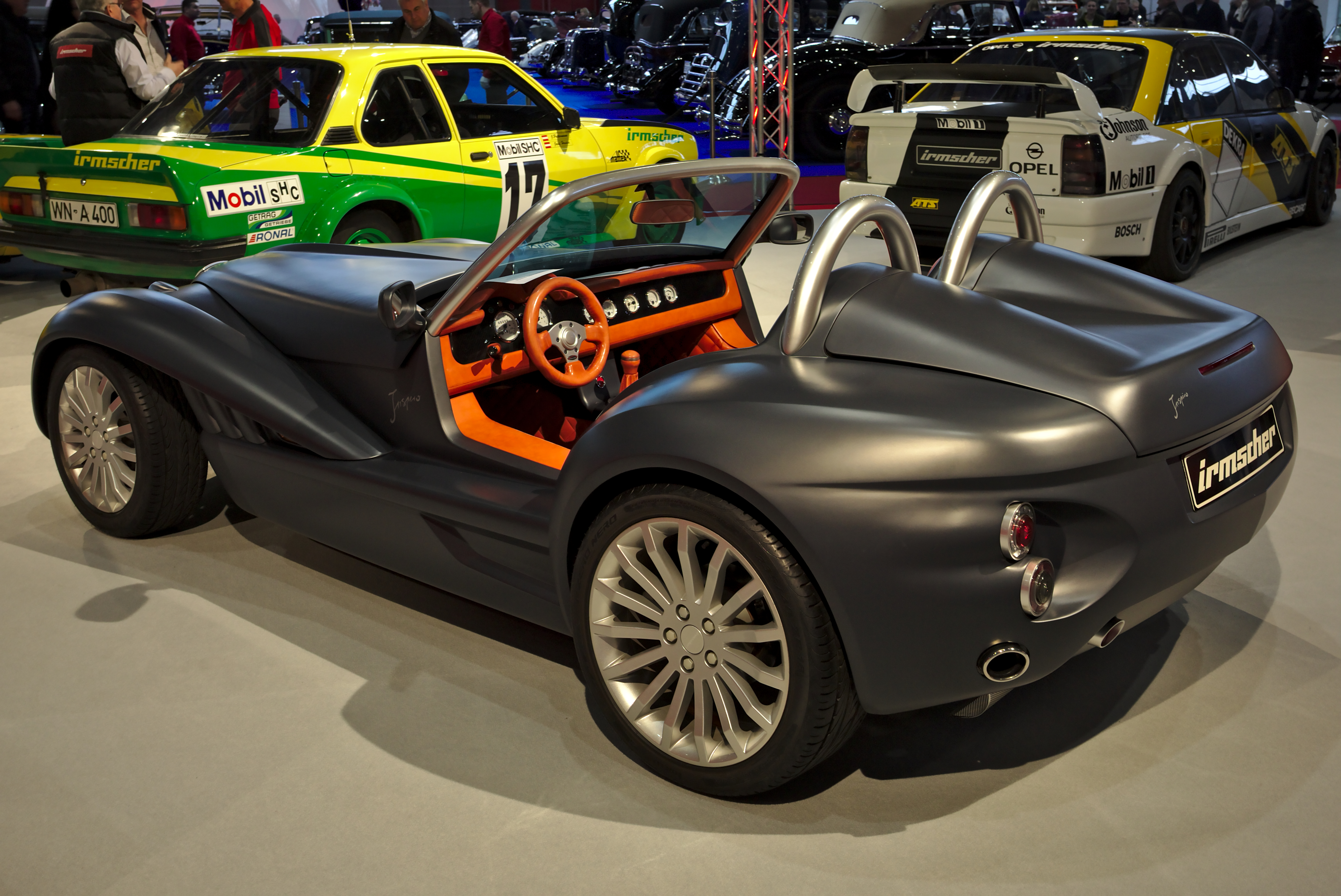
イルムシャーInspiro
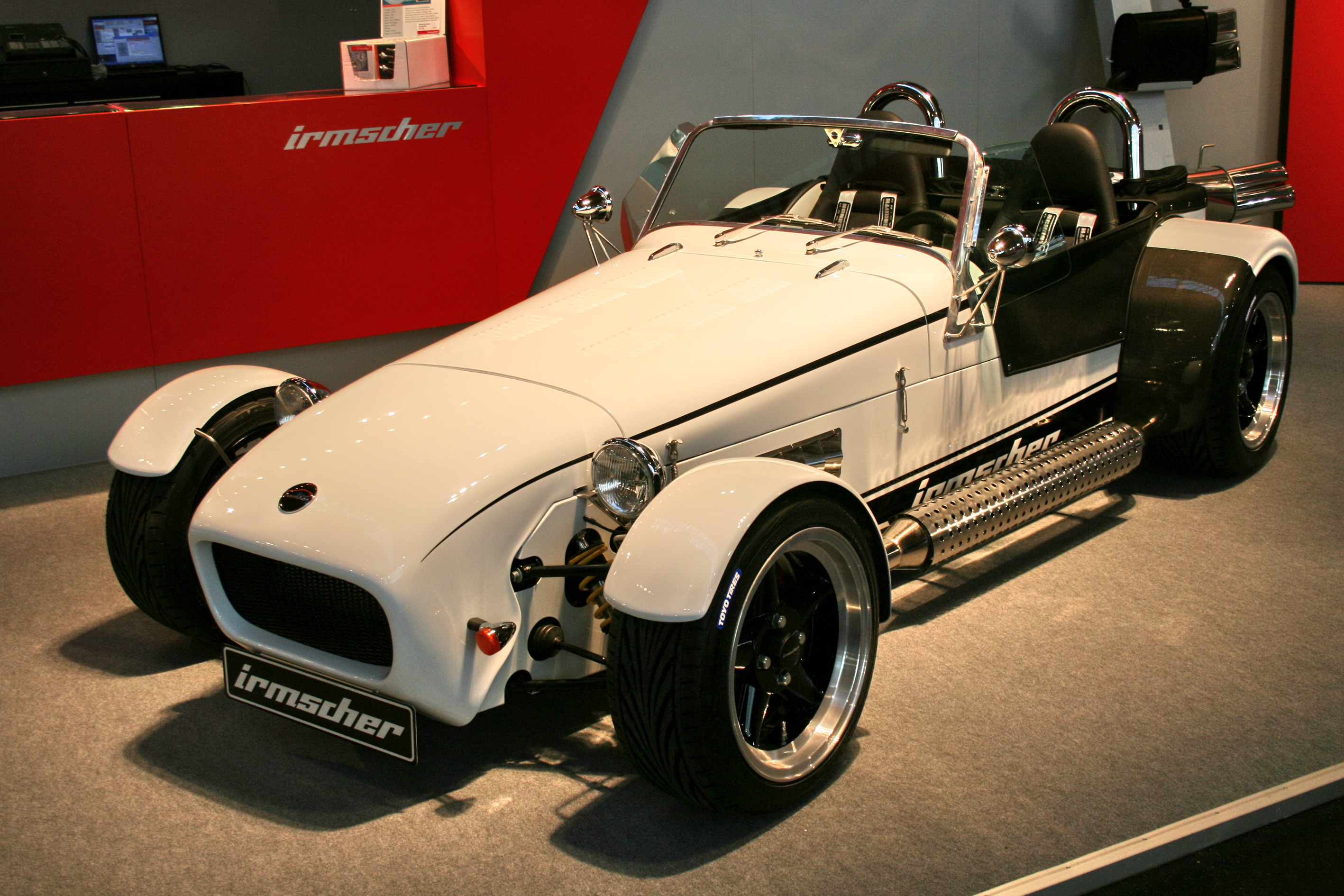
イルムシャー7
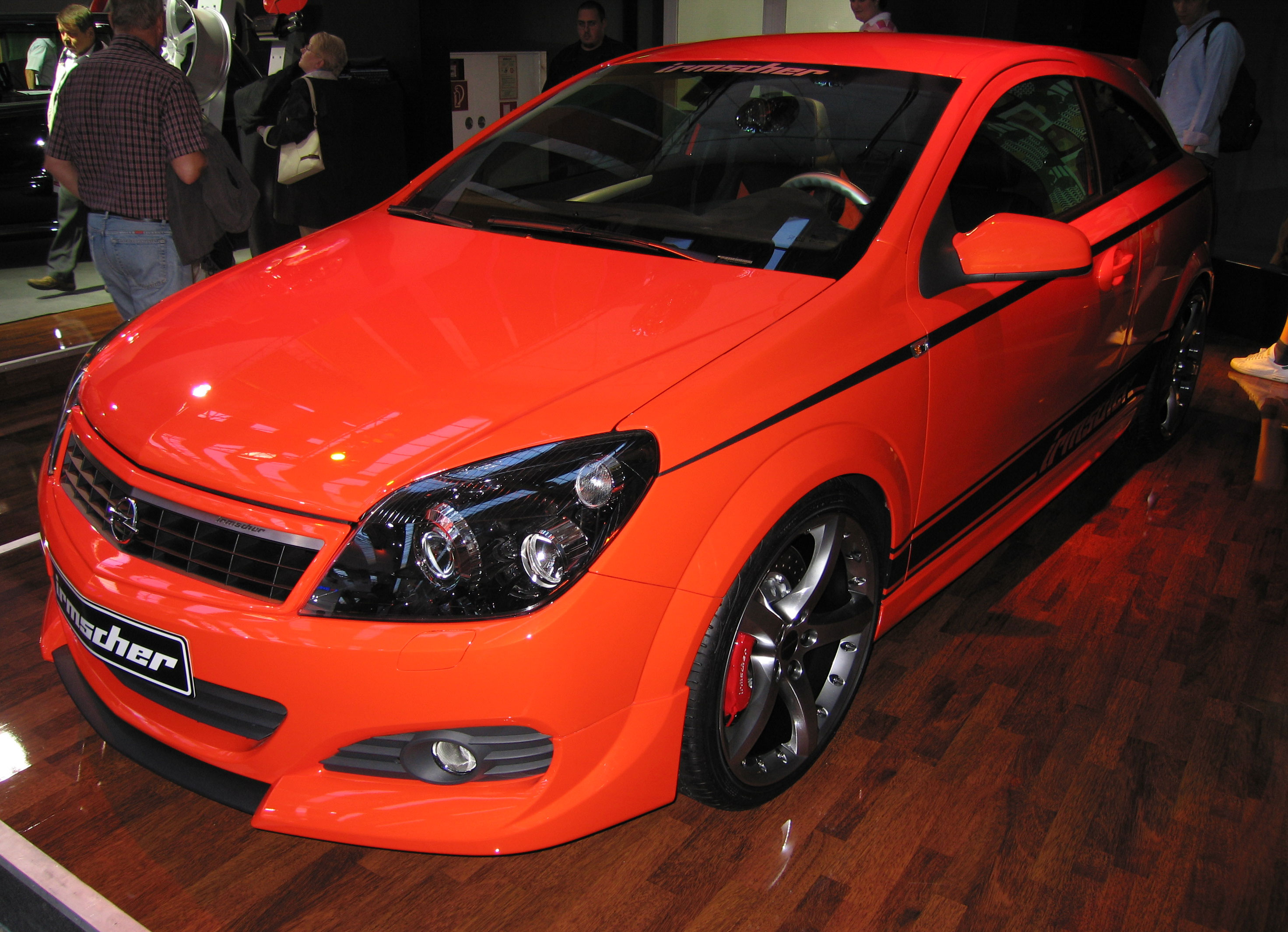
イルムシャー アストラ H GTC

## 関連会社
- イルムシャー・インターナショナル社
- イルムシャーS.A.スペイン社
- イルムシャー・U.K.社
- イルムシャー・イタリア社
- イルムシャー・イベリア社
- イルムシャー・ベネルクス社
- イルムシャー・スイス社
- イルムシャー・フランス社